# Eleanor Sullivan
Anna Eleonora "Eleanor" Sullivan, född Franchi 12 juni 1750 i Lucca, död 14 september 1833, var en italiensk kurtisan och äventyrare, mest känd i historien för sitt förhållande med Axel von Fersen, utpekad älskare till Frankrikes drottning Marie-Antoinette. 

## Biografi
Sullivan föddes som Eleonora Franchi, dotter till en skräddare av teaterkostymer i Lucca i Italien. Hon var tidvis verksam som balettdansös och skådespelare, men hade också en internationell karriär som kurtisan i Europa. Hon blev tidigt dansös i ett resande teatersällskap, där hon vid femton års ålder gifte sig med en dansare i truppen, Martini, som snart avled. 
Hon hade ett längre förhållande med Karl Eugen av Württemberg, som hon hade mött på karnevalen i Venedig. Med Karl fick hon två barn: Eugen (1768-1794) och Eleonore von Franquemont (1771-1833). Hon engagerades som skådespelare i Wien, där hon en tid blev älskarinna till Josef II (tysk-romersk kejsare). Förbindelsen bröts då hon förvisades ur Österrike på order av Maria Teresia av Österrike, något som ledde till en konflikt mellan Josef och hans mor och medregent. I Paris gifte hon sig med en irländsk officer Sullivan, vilken hon följde till hans kommendering i Indien. Hon övergav Sullivan för den förmögne Quentin Crawford (eller Quintin Craufurd) från Skottland, känd som "Manillas Krösus", och följde honom år 1780 tillbaka till Paris, där hon bosatte sig med honom och fungerade som hans värdinna för hans aktiva sällskapsliv i hans hus vid Rue de Clichy, där hon uppmärksammades klädd i Crawfords diamanter och blev känd för sin charm och dragningskraft. 
Axel von Fersen gjorde sig bekant med Crawford och blev samtidigt älskare till Eleanor Sullivan: deras förhållande varade från 1789 till 1799. von Fersen hade ett bekräftat sexuellt förhållande med Sullivan, och Marie-Antoinettes biografer och historiker har ofta analyserat förhållandet mellan Eleanor Sullivan och Axel von Fersen för att lägga fram hypoteser kring huruvida von Fersen och Marie-Antoinette någonsin fullbordade sitt kärleksförhållande fysiskt. Axel von Fersens syster Sophie von Fersen förebrådde honom hans relation till Sullivan med hänsyn till Marie-Antoinette och skrev i sin korrespondens med honom: "Jag hoppas verkligen att hon aldrig får reda på detta, för det skulle vålla henne stor smärta." 
Quentin Crawford och Eleanor Sullivan deltog båda på von Fersens förfrågan i den franska kungafamiljens flyktförsök 1791. De bidrog finansiellt och gömde flyktvagnen i sitt stall fram till planens verkställande: Fersen bidrog med en tredjedel av flyktfinansieringen genom att pantsätta sitt arv, Sullivan och en av von Fersens före detta älskarinnor, bankiränkan fru Stegelman och hennes dotter, madame de Korff, som båda var svenskättade (den sistnämnda Fersens förutvarande älskarinna), uppges ha bidragit med var sin tredjedel. Även Sullivan och Crawford lämnade Paris i samband med kungafamiljens flykt och kom för sin del fram till Bryssel, medan kungafamiljen misslyckades att lämna landet och återfördes till Paris. Under 1791-1792 levde Sullivan i Bryssel i ett menage-a-trois med Axel von Fersen och Quentin Crawford. Sullivans förhållande med Fersen fick dennes syster Sophie att be honom bryta förhållandet med hänsyn till Marie-Antoinette: »för Hennes kärleks skull» (l'amour de Elle) — »tänk på Henne, den arma, bespara henne sådana dödliga sorger». Axel von Fersen ska dock enligt uppgift länge ha övervägt att gifta sig med Eleanor Sullivan, även om det i slutändan inte blev av.  
I januari 1792 beslöt Axel von Fersen att besöka Paris för att försöka arrangera ett nytt flyktförsök för kungafamiljen. Sullivan och Crawford, som inte var offentligt misstänkta för delaktighet, reste i förväg. När Axel von Fersen återvände inkognito till Paris, gömdes han av Eleanor Sullivan under sina hemliga besök hos Marie-Antoinette, medan Crawford var bortrest och von Fersen officiellt uppgavs vara Sullivans son med hertigen av Württemberg. Eleanor Sullivan beskrivs som varm och medkännande, och ska villigt ha lyssnat då von Fersen inför henne beklagade sig över Marie-Antoinettes situation.
Eleanor Sullivan lämnade Paris med Quentin Crawford år 1792 och reste till Bryssel i Österrikiska Nederländerna. Hon lämnade Bryssel vid den franska invasionen i sällskap med Quentin Crawford, Axel von Fersen och den ryske ambassadören, med vilken hon då hade ett förhållande.    
Eleanor Sullivan var mor till den berömda dandyn Alfred d'Orsay.